# Anomodon dentatus
Anomodon dentatus là một loài rêu trong họ Thuidiaceae. Loài này được C. Gao mô tả khoa học đầu tiên năm 1977.